# Kaj (havn)
 For alternative betydninger, se Kaj. (Se også artikler, som begynder med Kaj)
En kaj er en færdselsvej ført langs et havnebassin, en flod eller kanal, begrænset ud imod vandet af en bolværks- eller kajmursindfatning, langs hvilken skibe kan lægge til og ud- eller indskibe passagerer og varer. Kajens højde over vandet afhænger dels af størrelsen af de skibe, der benytter kajen, dels af beskaffenheden af de varer, der udveksles, og af trafikkens art i det hele taget, dels endelig af de vandstande, der kan forekomme på stedet. Højden er som regel mellem én og tre meter over den almindelige vandstand, idet den dog i al fald bør være så stor, at kajen ikke oversvømmes ved sædvanlige højvande. Kajens bredde afhænger af trafikkens art og intensitet.
Kajen vil, beroende på de nærmere forhold ved dens brug, være forsynet med vejbaner til kørsel med varevogne, jernbanespor, vareskure og pakhuse samt oplagspladser for gods, der skal af- og pålæsses, ind- og udskibes, kraner til løfteformål, ved færgehavne anlæg for passagerernes adgang til og fra færgen (trapper, gange, ventesale og lignende), fortøjningsmuligheder for skibene samt tekniske anlæg til betjening af skibene. De fleste kajanlæg vil i større eller mindre udstrækning være indrettede til at varetage specialiserede formål.